# 库尔德斯坦共产党—伊拉克
库尔德斯坦共产党—伊拉克（：‎，羅馬化：Hizbî Şiyuî Kurdistan – Îraq）是伊拉克库尔德斯坦的一个共产主义政党。该党成立于1993年，前身是伊拉克共产党在伊拉克库尔德斯坦地区的分支。它的意识形态是共产主义、马克思列宁主义、库尔德民族主义。它的政治立场是左翼。总部位于埃尔比勒。它的妇女翼是库尔德斯坦妇女联盟。它是共产党和工人党国际会议的成员。。
该党有一个亚述人分支：卡尔多—阿苏尔共产党，总部设在安卡瓦。